# أو. فنسنت ايسبوسيتو
أو. فنسنت ايسبوسيتو هو محامي وسياسي أمريكي، ولد في 12 أكتوبر 1914، وتوفي في 15 أبريل 1981. انتخب عضو مجلس ولاية هاواي ‏.